# Neolophonotus lacustrinus
Neolophonotus lacustrinus là một loài ruồi trong họ Asilidae. Neolophonotus lacustrinus được Londt miêu tả năm 1988. Loài này phân bố ở vùng nhiệt đới châu Phi.